# Assedio di Malacca (1606)
L'assedio di Malacca nel 1606 fu uno scontro militare tra la coalizione Johor-olandese, guidata dall'olandese Cornelis Matelief de Jonge e da Alauddin Riayat Shah III, e l'impero portoghese, guidato da André Furtado de Mendonça.
La piccola guarnigione portoghese, guidata da Furtado, riuscì a resistere e a contrastare tutti gli attacchi diretti olandesi della città, e poté contrattaccare solo all'arrivo del connazionale Martim Afonso de Castro, che costrinse gli olandesi a ritirarsi dall'assedio. A seguito della sconfitta, gli olandesi furono di nuovo sconfitti dai portoghesi nella battaglia di Capo Rachado, avvenuta il 18 agosto dello stesso anno.
Nella battaglia, vari guerrieri giavanesi avrebbero combattuto a fianco dei portoghesi, in quanto il loro commercio con la Cina, che passava attraverso le colonie portoghesi, era effettivamente minacciato dagli olandesi. André Pessoa, che comandava un bastione portoghese durante l'assedio, sarebbe stato colpito dal loro coraggio.